# Livio Levi
Livio Edmondo Levi (Trieste, 19 de março de 1933 — Rio de Janeiro, 1 de agosto de 1973) foi um arquiteto e desenhista industrial, pioneiro no Brasil no campo de iluminação arquitetonica. Foi professor  universitário e criador de jóias.
"Há óbvia coerência nos diversos setores de sua obra. Desenhar e burilar uma joia significa jogar forma e luz; implica um corte preciso de planos, requinte executivo e conhecimento técnico sofisticado. Mas o mesmo pode ser dito do desenho de aparelhos de iluminação." Jorge Wilheim, 1973

## Biografia
Livio Levi era filho do  economista Carlos Alberto Levi, e de Adele Nora Morpurgo. A família pertencia à comunidade judaica de Trieste. Carlos Alberto foi representante da Assicurazioni Generali no Brasil, gerenciando a sucursal de São Paulo de 1927 a 1932.
Em 1938, quando foram decretadas as leis raciais na Itália, Carlos Alberto decidiu retornar ao Brasil, e atuou para que os familiares também viessem. Nesse ano, estabeleceram-se em São Paulo aproximadamente 30 membros das famílias Levi e Morpurgo.
Livio foi aluno da Escola Graduada  e estudou arquitetura na Universidade Mackenzie, formando-se em 1956. Nesse mesmo ano naturalizou-se brasileiro e casou-se com Ita Seinfeld, com quem teve três filhos. Posteriormente, fez cursos de pós graduação na Escola de Aquitetura e Urbanismo da Universidade de São Paulo (FAU).
Era filiado ao Instituto Brasileiro de Arquitetos (IAB) e membro fundador da Associação Brasileira de Desenhistas Industriais (ABDI).
No plano comunitário, era associado à Congregação Israelita Paulista (CIP), e atuou também na Associação B'nai B'rith.
Livio faleceu prematuramente de parada cardíaca, quando estava a trabalho no Rio de Janeiro.

### Iluminação arquitetônica
Em seguida à sua formatura, Livio Levi trabalhou no escritório de arquitetura de Enrique Mindlin e Giancarlo Palanti. Uma das obras notáveis da qual participou nesses anos foi o projeto da sinagoga da CIP, tendo sido o projetista do sistema de iluminação. Nos seus primeiros anos de exercício profissional, além de seu trabalho no escritório, projetou várias peças de madeira, executadas em jacarandá maciço. Desenhou também utensílios domésticos, móveis e até metais sanitários.
No começo da década de 1960 o escritório Mindlin-Palanti foi visitado pelo ministro Vladimir Murtinho, que estava ocupado em convocar profissionais para os trabalhos de arquitetura em Brasília. O ministro ficou impressionado com os trabalhos do jovem arquiteto, e convidou-o a realizar trabalhos para a equipe de Oscar Niemeyer.
Livio constituiu o seu próprio escritório e nele passou a desenvolver a iluminação arquitetônica dos projetos da nova capital do Brasil. Seus trabalhos não se limitaram a Brasilia, tendo realizado projetos para os grandes escritórios de arquitetura da época, entre eles os de Botti-Rubin, Rino Levi, Candido Guinle de Paula Machado, Pedro Paulo de Mello e Francisco Petracco.

Livio ocupou-se com os projetos de Brasília de 1965 a 1969. Para a  iluminação das colunas exteriores do Palácio dos Arcos, o Itamaraty, projetou uma luminária refletora sub-aquática, a ser inserida no espelho d'água que rodeia o edifício. 

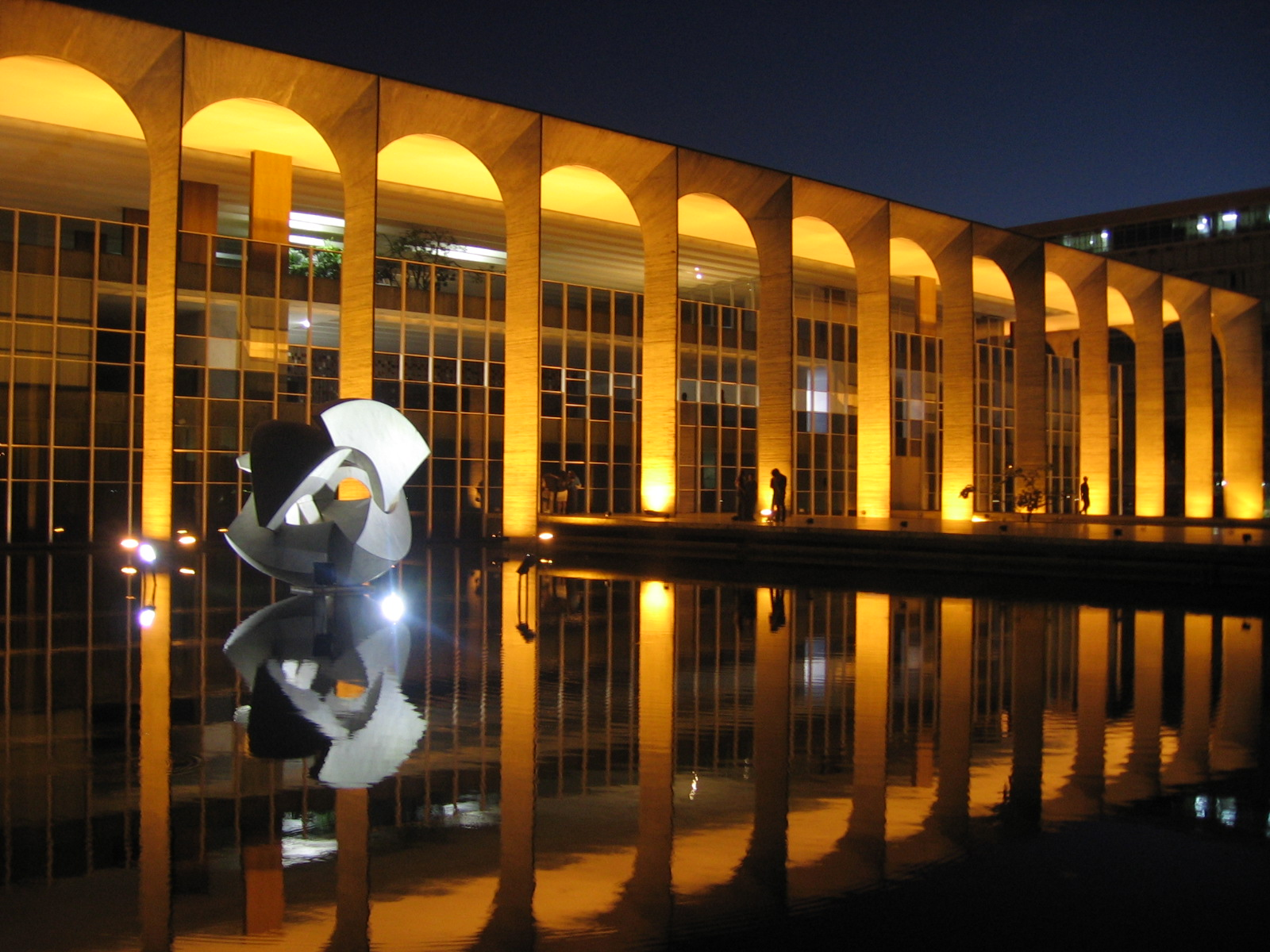
Palácio do Itamaraty, sede do Ministério das Relações Exteriores

O projetista trabalhou junto à firma Metalarte para garantir que o aparelho poderia ser mergulhado sem danos. A luminária interior  desenvolvida para esse projeto, a "Bandeja", joga luz para o teto branco, iluminando o ambiente de forma indireta. A fonte de luz desse artefato de alumínio é uma lâmpada halógena, passo corajoso dado por Livio, uma vez que na época essas lâmpadas eram só usadas em exteriores.  O trabalho mais notável que fez adiante foi o da iluminação da Catedral; também nesse projeto, sua responsabilidade  ia desde a concepção do aparelho, o projeto de produção e a definição da instalação no edifício.

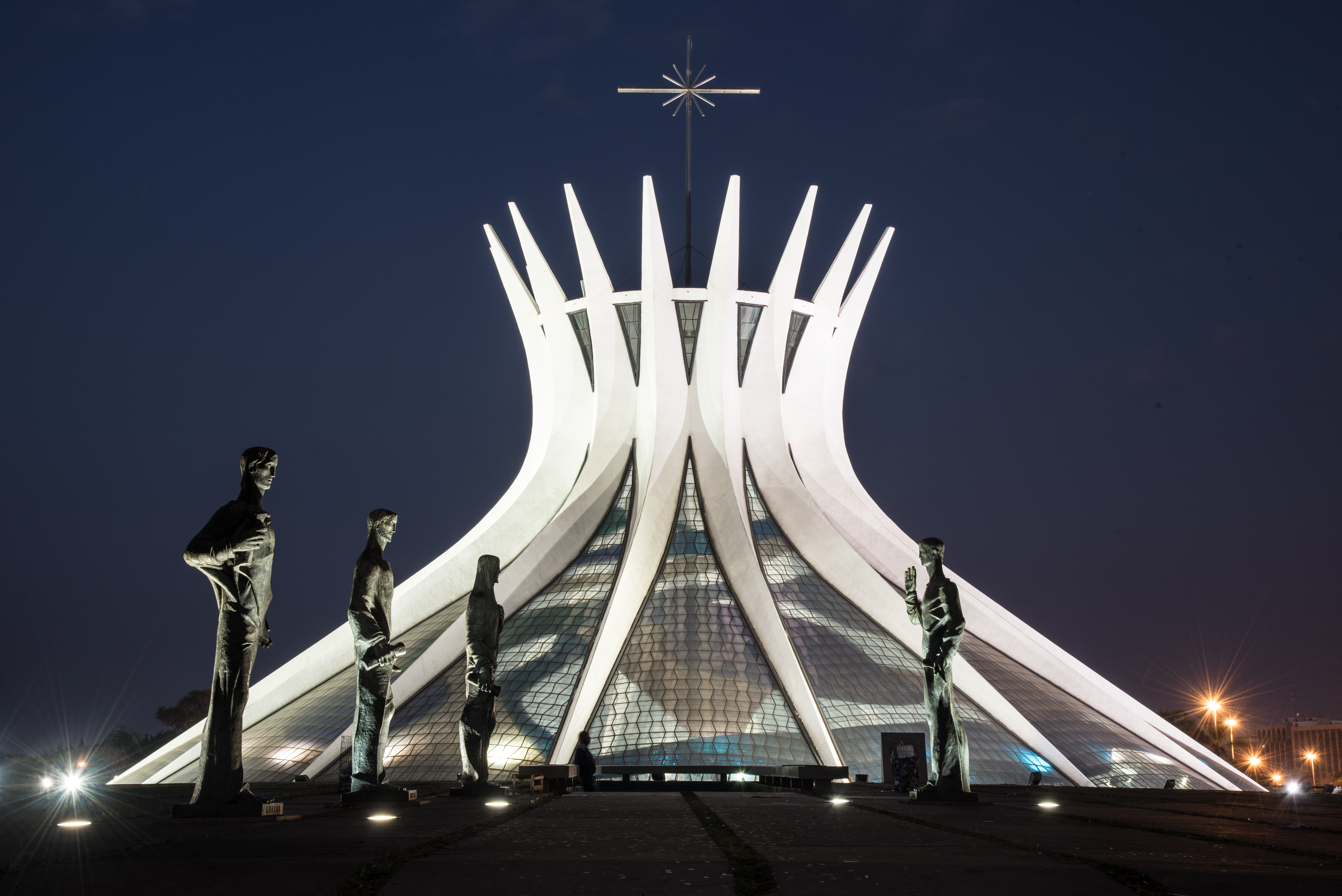
Catedral Metropolitana de Brasília

Lívio Levi instituiu a matéria Desenho Industrial na Faculdade de Arquitetura da Universidade Mackenzie e mais tarde foi Professor Titular de Projeto no Curso de Desenho Industrial da Fundação Armando Alvares Penteado (FAAP). Ele então convidava alguns de seus alunos de anos anteriores para estagiar em seu escritório. Os mais notáveis foram os arquitetos Ester Stiller e Mario Otaki. Entre os designers que o auxiliaram nota-se Alberto Machado.
A partir de 1969 trabalhou com Jorge Wilheim na iluminação do Parque Anhembi. Para o interior do Pavilhão de Exposições projetou luminárias esféricas, os "Satelites", que contem tambem auto-falantes. Para a fachada foi desenvolvido um projetor de longo alcance em forma de armadura, de alumínio repuxado. Já para o estacionamento, foram instaladas luminárias esféricas transparentes. Em seguida, projetou a iluminacao do Palácio das Convenções.

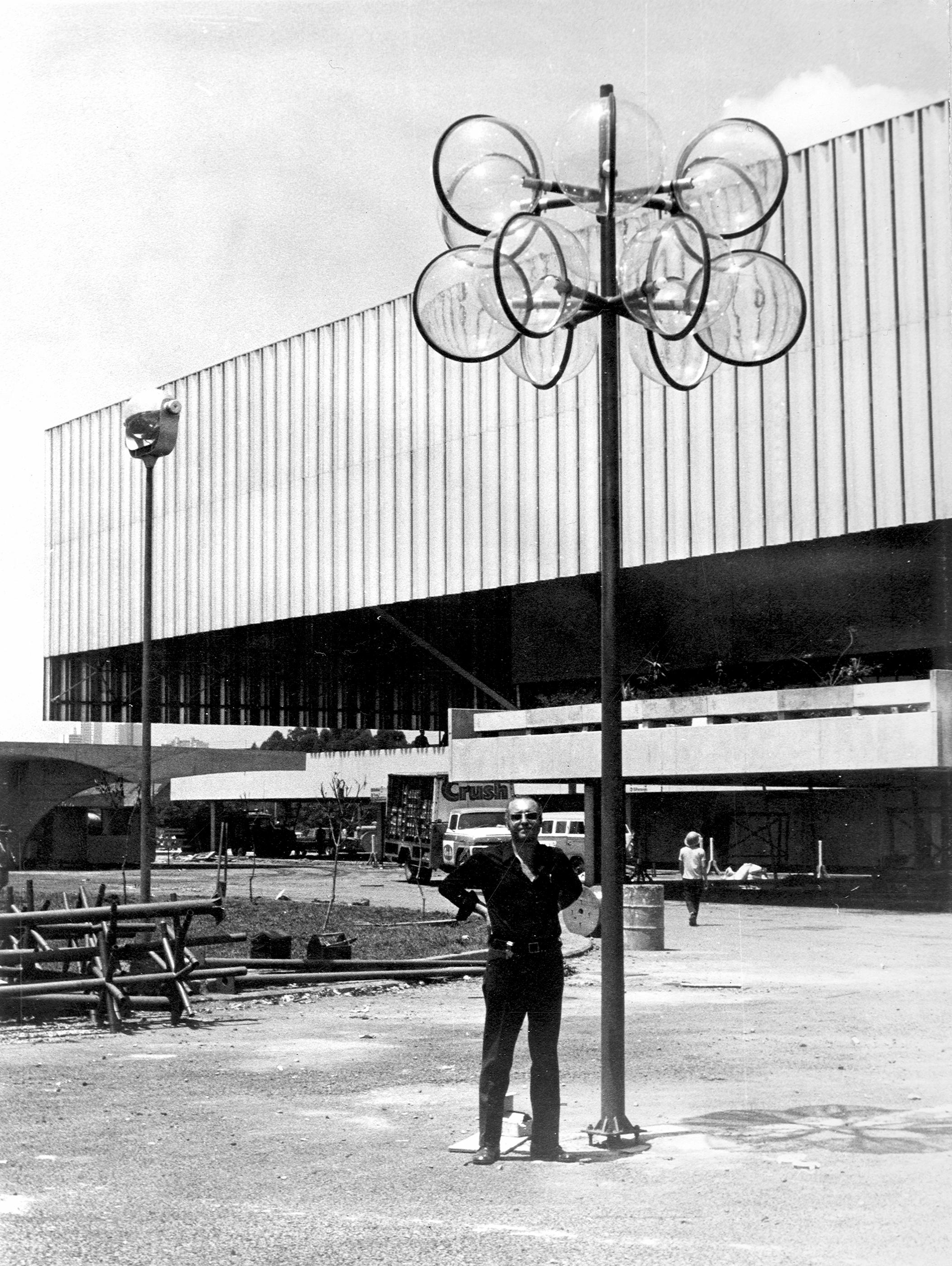
Luminarias externas do Parque Anhembi

Uma  de suas ultimas obras de grande porte foi a iluminação do Centro Cívico de Sto. André. A luminárias usadas no estacionamento foram o tema de uma escultura luminosa que concebeu, e que foi exibida em 1972 no Salão de Arte e Iluminação promovido pela Eletrobrás.

Entre as obras realizadas no Rio de Janeiro, destaca-se a iluminação da sede da Bloch Editores, do Jóquei Clube e do saguão e do estacionamento do Jornal do Brasil. Para o interior do Jóquei Clube foi projetada uma luminária que constitui em um tubo de metal dobrado  e cromado, a "Luminária Serpente".

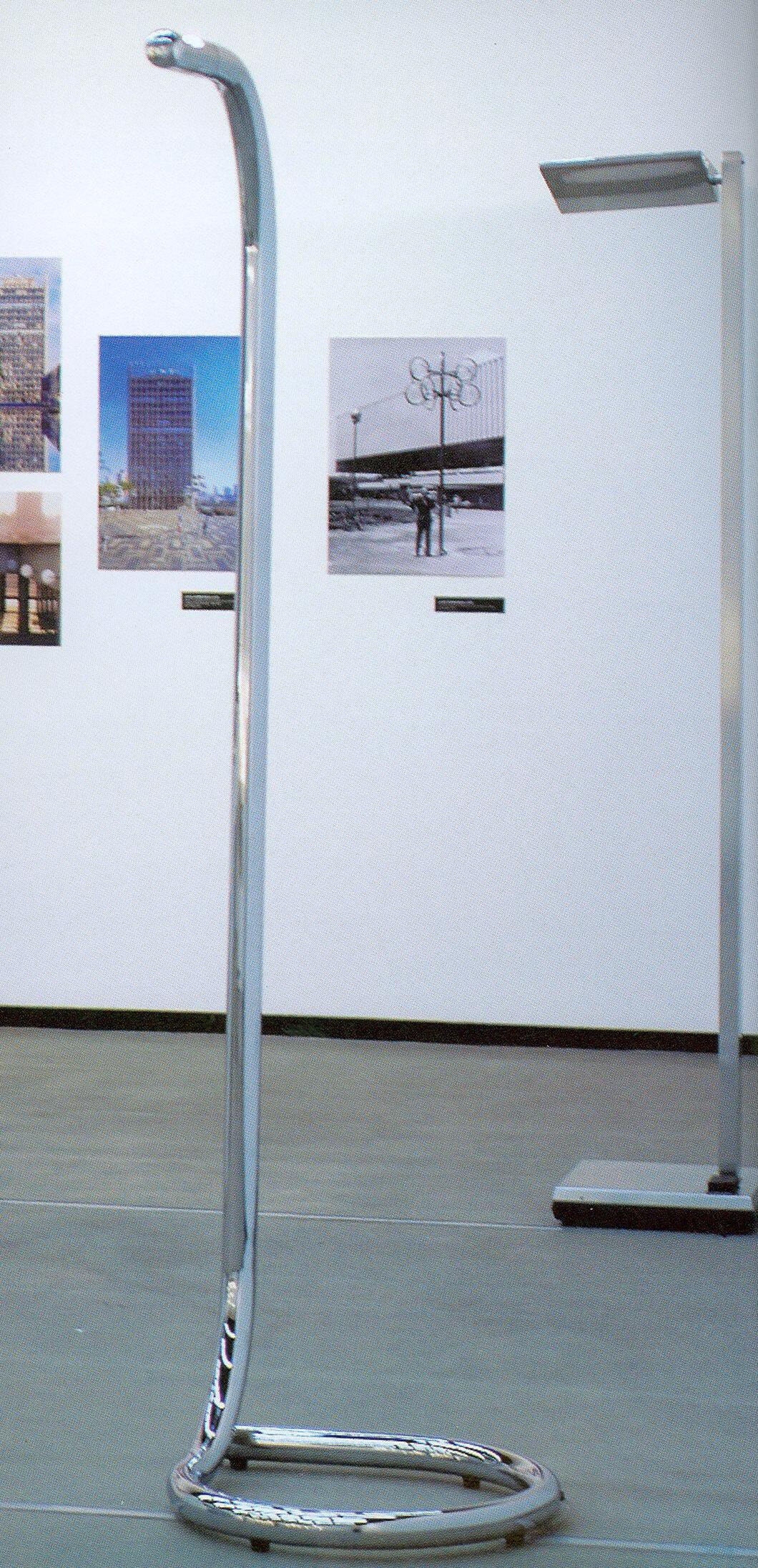
Luminarias para interiores – "Serpente" e "Bandeja"

Livio representou o Brasil em congressos internacionais do International Council of Societies of Industrial Design (Icsid), entre eles o congresso realizado na Espanha em 1971 .
Depois de seu falecimento, Ita convocou os seus estagiários para levar adiante o Escritório de Iluminação Livio Levi. Ita participou do estabelecimento da fábrica Lumini, cujas primeiras peças produzidas eram projetos de seu marido ou variações deles.
Projetos de iluminação
- Ministério das Relações Exteriores - (Palácio dos Arcos), Catedral, Palácio do Planalto,  Senado Federal (em torno do Plenário) - Brasília. - Niemayer Arq.
- Bloch Editôres S.A. - Manchete (Edifício séde) Rio de Janeiro, GB. - Niemayer, Arq.
- Colégio Sta. Maria - S. Paulo, 1967 - Roberto C. dos Santos Aflalo, Arq.
- Nova  Entrada de Santos - Viaduto, acessos, Praça dos Andradas, Museu e Pavilhão - Santos, 1968.  Jorge Wilheim Arq. Associados, PRODESAN
- Centro Cívico de Sto. André  - Pref. Municipal de Sto.André, 1968/1969 - Rino Levi Arq. Associados - Paisagista Roberto Burle-Marx
- Clube XV - Santos, 1969 - Arq. Pedro Paulo de Mello Saraiva e Francisco Petracco
- Parque Anhembi - Centro Interamericano de Feiras e Salões - São Paulo, 1970 - Jorge Wilheim Arq. Associados, Roberto Burle-Marx, Constr. Moraes Dantas.
- Palácio das Artes - Teatro Ópera (foyers, platéia, balcões) - Coordenação geral de interiores - Belo Horizonte, MG - 1970
- Clube de Campo José Papa Jr. - Serviço Social do Comércio - SESC  (interna e externa) São Paulo, 1971.  Botti-Rubin Arq. Associados - Paisagista Rosa G. Kliass.
- Centro Cívico de São Bernardo - J. Bonfim e Equipe Arq. - São Bernardo, São Paulo,1971
- Jockey Club Brasileiro - Lúcio Costa, Arq. - Inter: Jorge Hue - Rio de Janeiro, 1972
- SESC - Centro de Atividades de Madureira -  L. E. Índio da Costa, Arq. - 1973
- Jornal do Brasil - Saguão e Externo - 1973, Rio de Janeiro
- Sinagoga Sefaradit - Rua Bela Cintra, São Paulo

### Projeto de joias
O principal hobby de Lívio era o projeto de joias em ouro. A primeira foi feita em 1961, a pedido de Ita. O sucesso que fez no meio social incentivou-o a continuar desenvolvendo essa arte, apesar de que sua motivação não era comercial, e sim puramente artística. Os trabalhos eram feitos em plastilina e em geral executados em ouro pelo ourives Antonio Moreno, na oficina Pantalena. Algumas de suas jóias incorporavam também o ouro branco e pedras de diversos minerais.

### Projetos de arquitetura em equipe com os arquitetos H. Mindlin e G. Palanti
- Fábrica Pistões e Bronzinas - Metal Leve e Bimetal  (1957)
- Congregação Israelita Paulista, Templo e Sede  (1957)
- Instalações: Lojas e Exposições p/ Olivetti (diversas)
- Exposições da PROBEL - Conjunto Nacional, S.P.  (1960)
- Asilo dos Velhos (at. Lar Golda Meir) - Vila Mariana  (1959)
- Hotel Nacional - Rua Major Quedinho, S.P.  (1958)

### Projetos de arquitetura
- Edifício de Apartamentos: Av. Bigadeiro Luiz Antonio, S.P.  (1960)
- Churrascaria A Cabana - Av. Rio Branco, S.P.  (1960)
- Ante-Projeto da Fábrica Polidura do Brasil  (1963)
- Ag. da Mostra da Cia. Brasileira de Alumínio CBA/ FAAP  (1965)
- Grupo Escolar Vila Fátima - Capivari - FECE  (1968)
- Edifício de Escritórios - Av. da Consolação esq. Rua Mathias Aires  (1968)
- Projetos de Arquitetura e interiores - Lojas Marie Claire  (1970/1973)

(Paraíso, Augusta, Brooklin, Pamplona, Shopping Center (Iguatemi), República) 
- Coordenação Arquitetônica e Interiores do Teatro da Ópera do Palácio das Artes - Belo Horizonte, M.G.  (1970)

### Desenho industrial
- Maçaneta - Ferragens Acquila
- Objetos de vidro - San Marco
- Certificado de BOA FORMA (Prêmio Roberto Simonsen)  (1963,1964)
- Projeto e desenvolvimento de objetos em jacarandá da Bahia  - Marajó
- Linha de artigos de cerâmica/processo industrial de colagem - Cerâmica Weiss (1964)
- Metais Sanitários - BRASLING   (1964)
- Refletor em fiberglass - COPAR
- Ladrilho em relêvo - Saginur e Neumann   (1965)
- Projeto de cabeçote de máquina de costura p/ exportação (Realização do modelo, elementos gráficos, controles)  - Vigorelli S.A.   (1966)
- Projeto de linha componível: poltronas e cadeiras de escritório - Escriba (1966)

## Prêmios
- Prêmio Especial do Júri - II Bienal de Artes Aplicadas - Punta del Este, 1967
- Prêmio IAB - S.P. "Desenho Industrial Aplicado à Arquitetura" - 1967
- "Prêmio Roberto Simonsen" de Desenho Industrial - 1963 - 1964 - 1968
- Participação como convidado na Bienal Internacional do Rio de Janeiro - (Desenho Industrial) - Múseu de Arte Moderna, RJ - 1968 - 1970 - 1972
- Salão Eletrobrás - Prêmio Especial do Juri "Hors Concours" - Museu de Arte Moderna do Rio de Janeiro, 1971